# Ana Lucía Cortez
Ana Lucía Cortez fiktív szereplő a Lost c. sorozatból.

## Életrajz

### A gép lezuhanása előtt
Rendőr volt, az anyja volt a főnök. Egyszer terhes lett és akció közben elvetélt. Később ezért bosszút állt: lelőtte a tettest, akit Jasonnek hivtak. Kilépett a rendőrségtől és más utakon járt. Egy visszaemlékező részből kiderül, hogy segített Jack apjának. Ana megbánta, hogy elment a rendőrségtől, és vissza akart menni. Ezt csak repülőgéppel tehette, de az a gép, amin ő is rajta volt, a szigeten zuhant le. A repülő felszállása előtt egy bárban találkozott Jackkel először; tequilát és tonicot ittak.

### A gép lezuhanása után
A farokrész túlélői közt van, ami a sziget másik oldalán esett le. Közben a farokrész túlélői közül embereket rabolnak el a többiek. Ana egyet meg is ölt közülük, Goodwint, akit kémnek küldtek oda, hogy kiderítse a túlélők nevét. Ana ásott egy vermet Nethan számára, mert azt hitte, ő a többiek kémje, de tévedett. A vermet később Sawyer, Michael, és Jin számára használja, mert azt hiszi, ők a többiek közül valók. Közben Mr. Eko-val rájönnek, hogy ők is a túlélőkhöz tartoznak. A farokrész túlélői egy másik bunkerben laktak, aminek a Nyíl a neve.